# Seznam finských spisovatelů
Seznam finských spisovatelů setříděný podle abecedy.

## A
- Uma Aaltonenová (1940–2009)
- Umayya Abu-Hanna (* 1961)
- Mikael Olai Agricola (1510–1557)
- Juhani Aho (1861–1921)
- Outi Alanne (* 1967)
- Antero Alli (* 1952)
- Adolf Ivar Arwidsson (1791–1858)

## B
- Peter von Bagh (* 1943)
- Eero Balk (* 1955)
- Anni Blomqvist ()
- Fredrika Bremerová (1801–1865)
- Jöns Budde (asi 1437–1491)

## C
- Johan Cajanus (1655–1681)
- Walter de Camp
- Minna Canthová (1844–1895)
- Kristina Carlsonová (* 1949), píšící také pod pseudonymem Mari Lampinen

## D
- Jörn Donner (* 1933)

## E
- Rabbe Enckell (1903–1974)

## F
- Jalmari Finne (1874–1938)
- Kati-Claudia Fofonoff (* 1947)

## G
- Sami Garam (* 1967)
- Carl Axel Gottlund (1796–1875)
- Alexandra Gripenbergová (1857–1913)

## H
- Pentti Haanpää (1905–1955)
- Paavo Haavikko (* 1931)
- Helvi Heleena Hämäläinenová (* 1907)
- Anna-Leena Härkönenová (* 1965), spisovatelka a herečka
- Aaro Antti Hellaakoski (1893–1952)
- Saima Harmaja (1913–1937)
- Marko Hautala (* 1973)
- Jukka M. Heikkilä (* 1966)
- Aaro Hellaakoski (1893–1952)
- Pekka Hiltunen (* 1966)
- Laila Hirvisaari (* 1938)
- Johanna Holmströmová (* 1981)
- Kari Hotakainen (* 1957), jeden z nejúspěšnějších současných finských spisovatelů, prozaik, básník, dramatik a autor knížek pro děti
- Veikko Huovinen (* 1927)
- Antti Hyry (* 1931)

## J
- Tove Janssonová (1914–2001)
- Arvid Järnefelt (1861–1932)
- Maria Jotuni (1880–1943)
- Jaakko Juteini (1781-1855)

## K
- Frans Uuno Kailas (1901 – 1933)
- Aino Kallasová
- Daniel Katz (1938–)
- Anja Kauranenová viz Anja Snellmanová
- Veikko Antero Koskenniemi (1885 – 1962)
- Ilmari Kianto (1874–1970)
- Eeva Kilpiová (1928–)
- Aleksis Kivi (1834–1872), autor prvního významného finsky psaného románu Sedm bratří
- Kaarlo Robert Kramsu (1855–1895)
- Leena Krohnová (* 1947), spisovatelka, autorka románů, povídek, knížek pro děti a esejí

## L
- Leena Landerová (* 1955)
- Martti Johannes Larni (* 1905)
- Maiju Lassila (1868–1918)
- Leena Lehtolainen (* 1964)
- Joel Lehtonen (1881–1934)
- Armas Eino Leino (1878–1926)
- Rosa Liksomová (* 1958), spisovatelka a fotografka
- Väinö Linna (1920–1992), spisovatel
- Johannes Linnankoski (1869–1913)
- Johan Gabriel Linsén (1791–1848)
- Elias Lönnrot (1802 – 1884)

## M
- Eeva Liisa Mannerová (* 1921)
- Hannu Mäkelä (* 1943)
- Veijo Meri (1928–2015)
- Timo K. Mukka (1944–1973)
- P. Mustapää (* 1899)
- Rudolf Molnár (1915–2003)

## O
- Sofi Oksanen (* 1977), spisovatelka

## P
- Arto Paasilinna (* 1942)
- Olavi Paavolainen (1903–1964)
- Teuvo Pakkala (1862–1925)
- Paavo von Pandy (1905–1986)
- Toivo Pekkanen (1902–1957)
- Maria Peura (* 1970)
- Anni Polva (1915–2003)
- Abraham Poppius (1793-1866)
- Henrik Gabriel Porthan (1739-1804)
- Riikka Pulkkinen (* 1980)

## R
- Aino Räsänen (1910–1995)
- Mirkka Rekola (1931–2014)
- Mikko Rimminen (* 1975)
- Paavo Olavi Rintala (* 1930)
- Johan Ludvig Runeberg (1804–1877), básník

## S
- Asko Sahlberg (* 1964), spisovatel
- Hannu Salama (* 1936), romanopisec, klasik finského dělnického románu
- Alexandra Salmela (1980)
- Arto Salminen (1959–2005)
- Juha Seppälä (* 1956), prozaik a dramatik
- Raija Siekkinenová (1953–2004), povídkářka
- Frans Eemil Sillanpää (1888–1964)
- Salla Simukka (* 1981)
- Elvi Aulikki Sinervová (* 1912)
- Johanna Sinisalo (* 1958), autorka sci-fi a fantasy literatury
- Anders Johan Sjögren (1794–1855), spisovatel, etnolog a lingvista.
- Anja Snellmanová, původním jménem Anja Kauranenová (* 1954), spisovatelka

## T
- Johan Jakob Tengström (1787–1858)
- Zachris Topelius (1818–1898)
- Arvo Albin Turtiainen (* 1904)

## V
- Aladár Valmari (1922–1993)
- Katri Valová (1901–1944)
- Anja Leila Hemmikki Vamelvuová (* 1921)

## W
- Kurt Martti Wallenius (1893–1984), generál, politik a spisovatel
- Mika Waltari (1908–1979)
- Hanna Weselius (* 1972)
- Kyösti Wilkuna (1879–1922)
- Atos Wirtanen (1906–1979)
- Hella Maria Wuolijokiová (1886–1954)

## Z
- Konni Zilliacus (1855–1924)